# Hemidactylus tanganicus
Hemidactylus tanganicus este o specie de șopârle din genul Hemidactylus, familia Gekkonidae, descrisă de Arthur Loveridge în anul 1929. Conform Catalogue of Life specia Hemidactylus tanganicus nu are subspecii cunoscute.